# ブライダルモデル
ブライダルモデル（またはウェディングモデル）は、ウェディングドレスや、その他の婚礼衣装やアクセサリーを着用するなどしてブライダル関連商品やコンテンツの広告を行うモデルのことである。
ブライダルモデルの主たる業務は、ブライダル関係企業等が主催するブライダルフェアへの出演、および、雑誌や関連商品等の広告写真のモデルとなることである。